# Aphelonyx cerricola
Aphelonyx cerricola är en stekelart som först beskrevs av Giraud 1859.  Aphelonyx cerricola ingår i släktet Aphelonyx och familjen gallsteklar. Inga underarter finns listade i Catalogue of Life.